# キメラ (アルバム)
『キメラ』は小南泰葉の1枚目のフルアルバム。2013年5月29日にEMIミュージック・ジャパンからリリースされた。

## 構成
リリース時点の最新楽曲・未音源化曲が音源化されているとともに、インディーズ時代からの代表的な楽曲が収録されており、ベスト盤的な性格を併せ持つ1枚である。インディーズ時代から多くのライブで最後に歌われてきた定番曲「やさしい嘘」が、リード曲として初音源化されている。
タイトルの由来は、小南がライブや曲作りの最中に昂揚のあまり記憶をなくすような状態に陥ることがあり、その際に内面から表れて自分を乗っ取る存在をギリシア神話に登場する怪獣になぞらえて「キメラ」と呼んでいることにあるという。

## リリース
本作リリースにあたり以下のような催しが開かれた。

### キメリカル・コメント
このアルバムや小南自身にゆかりのある人物からのショートコメントを、Twitter上で毎日紹介する企画。2013年4月29日から2013年6月5日まで連載された。

### 「やさしい嘘」100文字感想コンクール
リード曲「やさしい嘘」MVを題材に100文字での感想を公募した。最優秀賞である小南自宅ライブ招待は2013年5月28日に実施され、その模様はインターネットで配信された。

### KOMINAMism配布
「KOMINAMism」は有志による公認フリーペーパー。関西を拠点に全国のCDショップおよび「キメリカルカフェ」の各会場で配布された。

## ツアー
リリース記念ライブとして、カフェツアー「キメリカルカフェ」、ワンマンライブ「キメリカルパビリオン」が開催された。
また、これらに続く全国ワンマンツアーも「キメラ」と命名された。

## 収録曲
| 全作詞・作曲: 小南泰葉。 |                                                          |          |            |                              |
| #                        | タイトル                                                 | 作詞     | 作曲・編曲 | 編曲                         |
| 1.                       | 「嘘憑きとサルヴァドール」                               | 小南泰葉 | 小南泰葉   | 西川進                       |
| 2.                       | 「「善悪の彼岸」」                                       | 小南泰葉 | 小南泰葉   | 西川進                       |
| 3.                       | 「やさしい嘘」                                           | 小南泰葉 | 小南泰葉   | 羽毛田丈史                   |
| 4.                       | 「Trash」                                                | 小南泰葉 | 小南泰葉   | 西川進                       |
| 5.                       | 「パロディス」                                           | 小南泰葉 | 小南泰葉   | 西川進                       |
| 6.                       | 「コウモリの歌」                                         | 小南泰葉 | 小南泰葉   | 小南泰葉、杉浦琢雄、楢原英介 |
| 7.                       | 「Drink me」                                             | 小南泰葉 | 小南泰葉   | 西川進                       |
| 8.                       | 「パンを齧った美少女」                                   | 小南泰葉 | 小南泰葉   | 西川進                       |
| 9.                       | 「世界同時多発ラブ仮病捏造バラード不法投棄(キメラver.)」 | 小南泰葉 | 小南泰葉   | 西川進                       |
| 10.                      | 「怪物の唄」                                             | 小南泰葉 | 小南泰葉   | 小南泰葉                     |
| 11.                      | 「藁人形売りの少女」(ボーナストラック)                   | 小南泰葉 | 小南泰葉   | 森俊之                       |
| 12.                      | 「Soupy World」(ボーナストラック)                        | 小南泰葉 | 小南泰葉   | 誰でもエスパー               |